# Live From Memphis
Live From Memphis – pierwszy album koncertowy Wishbone Ash.

## Lista utworów
Album zawiera utwory:
| 1. | Jailbait (live)    | 4:57  |
|    |                    |       |
| 2. | The Pilgrim (live) | 10:10 |
|    |                    |       |
| 3. | Phoenix (live)     | 17:05 |
|    |                    |       |
|    |                    | 32:12 |
|    |                    |       |

## Twórcy
Twórcami albumu są:
- Martin Turner – gitara basowa, wokal
- Andy Powell – gitara, wokal
- Ted Turner – gitara, wokal
- Steve Upton – perkusja